# Ordine del Coraggio (Albania)
L'Ordine del Coraggio (Urdhëri i Trimërisë) era un ordine del Regno d'Albania.
Fu istituito nel 1928 da re Zog I come ricompensa del merito militare ed era distinto in tre classi. La placca dell'ordine consisteva in una stella bianca smaltata a cinque bracci con punte biforcate, circondata da una ghirlanda dorata di alloro e quercia di forma circolare; al centro della stella si trovava una placca di forma pentagonale con un'aquila bicipite albanese smaltata di rosso. La placca era accompagnata da una medaglia di merito, che era d'oro per la prima classe, d'argento per la seconda e di bronzo per la terza. Il nastro dell'Ordine era di colore rosso con i bordi neri.
L'Ordine cessò nel 1939 dopo l'annessione dell'Albania al Regno d'Italia.